# 九羰基二铁
九羰基二铁，分子式为Fe2(CO)9。它是有机金属化学和有机合成中经常使用的一种重要试剂。作为羰基铁配合物，九羰基二铁比五羰基铁更活泼、更容易分解产生铁单质，但由于它是固体不易挥发而五羰基铁是一种易挥发的液体，所以操作使用九羰基二铁的危险性比使用五羰基铁时更小。云母状的橙色九羰基二铁在常见的有机溶剂如乙醚、石油醚、苯中几乎不溶。

## 合成方法和分子结构
可通过光照分解五羰基铁的醋酸溶液合成九羰基二铁：
2 Fe(CO)5  →   Fe2(CO)9  + CO
Fe2(CO)9的分子结构包括通过三个CO作为边桥基配体（“μ2-CO”）连接的一对Fe(CO)3，两个铁原子在分子中是等价的，都呈正八面体的分子几何结构。由于九羰基二铁在常见溶剂中的溶解度很小，使得获得九羰基二铁的单晶有一定困难从而无法通过单晶的X射线衍射获得分子的确切几何结构，所以确定九羰基二铁的分子结构有一定的挑战性。通过穆斯堡尔谱确定其分子结构为D3h点群的对称结构。

## 反应

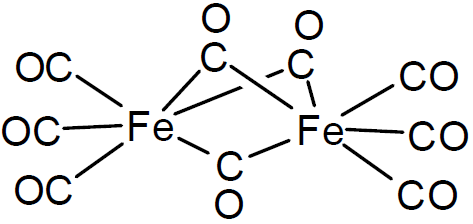
九羰基二铁

九羰基二铁是合成一些Fe(CO)4L型配合物和Fe(CO)3(diene)的前驱体。一般以九羰基二铁为反应物的合成是在四氢呋喃溶液中发生的，这是因为四氢呋喃分子中的氧原子具有配位作用，可使得九羰基二铁溶解并发生解离形成四羰基铁的四氢呋喃配合物：

Fe2(CO)9  →  Fe(CO)5  +  Fe(CO)4(THF)
三羰基环丁二烯合铁可由九羰基二铁制备得到。九羰基二铁可用于促进α,α'二溴-3-戊酮与烯胺之间发生的Noyori[3+2]环化反应合成环戊烯酮。
低温下对九羰基二铁进行紫外/可见光照射会生成配位不饱和的配合物Fe2(CO)8，生成的Fe2(CO)8有两种结构，一种是具有两个边桥基CO的，另一种是没有边桥基羰基的异构体。